# Andrej Olchovski
Andrej Stanislavovitsj Olchovski, (Russisch: Андрей Станиславович  Ольховский) (Moskou, 15 april 1966) is een voormalig tennisser uit Rusland. Tussen 1989 en 2005 was hij actief als professional.
Olchovski was vooral succesvol in het dubbelspel met twintig toernooioverwinningen op de ATP-tour. Tevens won Olchovski het gemengd dubbelspel op de grandslamtoernooien van Roland Garros in 1993 (samen met Jevgenia Manjoekova) en van het Australian Open in 1994 (samen met Larisa Neiland).

## Palmares
| Legenda                       | Legenda               |
| ----------------------------- | --------------------- |
| Grand Slam                    |                       |
| Olympische Spelen             |                       |
| tot 2009                      | vanaf 2009            |
| Tennis Masters Cup            | ATP Finals            |
| ATP Masters Series            | ATP Tour Masters 1000 |
| ATP International Series Gold | ATP Tour 500          |
| ATP International Series      | ATP Tour 250          |

### Enkelspel
| Nr.              | Datum      | Toernooi         | Ondergrond | Tegenstander in finale | Score         |         |
| ---------------- | ---------- | ---------------- | ---------- | ---------------------- | ------------- | ------- |
| gewonnen finales |            |                  |            |                        |               |         |
| 1.               | 1993-03-07 | ATP Kopenhagen   | Tapijt (i) | Nicklas Kulti          | 7-5, 3-6, 6-2 | details |
| 2.               | 1996-02-04 | ATP Shanghai     | Tapijt (i) | Mark Knowles           | 7-6, 6-2      | details |
| verloren finales |            |                  |            |                        |               |         |
| 1.               | 1994-10-02 | ATP Kuala Lumpur | Tapijt (i) | Jacco Eltingh          | 6-7, 6-2, 4-6 | details |
| 2.               | 1995-03-12 | ATP Kopenhagen   | Tapijt (i) | Martin Sinner          | 7-6, 6-7, 3-6 | details |

### Dubbelspel
| Nr.                               | Datum      | Toernooi             | Ondergrond    | Partner            | Tegenstanders in finale                 | Score             |         |
| --------------------------------- | ---------- | -------------------- | ------------- | ------------------ | --------------------------------------- | ----------------- | ------- |
| gewonnen finales mannendubbelspel |            |                      |               |                    |                                         |                   |         |
| 1.                                | 1993-03-07 | ATP Kopenhagen       | Tapijt (i)    | David Adams        | Martin Damm Daniel Vacek                | 6-3, 3-6, 6-3     | details |
| 2.                                | 1993-04-04 | ATP Estoril          | Gravel        | David Adams        | Menno Oosting Udo Riglewski             | 6-3, 7-5          | details |
| 3.                                | 1993-08-29 | ATP Schenectady      | Hardcourt     | Bernd Karbacher    | Byron Black Brett Steven                | 2-6, 7-6, 6-1     | details |
| 4.                                | 1994-02-20 | ATP Stuttgart Indoor | Tapijt (i)    | David Adams        | Grant Connell Patrick Galbraith         | 6-7, 6-4, 7-6     | details |
| 5.                                | 1994-08-07 | ATP Kitzbühel        | Gravel        | David Adams        | Sergio Casal Emilio Sánchez             | 6-7, 6-3, 7-5     | details |
| 6.                                | 1995-01-15 | ATP Jakarta          | Hardcourt     | David Adams        | Ronald Agénor Shuzo Matsuoka            | 7-5, 6-3          | details |
| 7.                                | 1995-02-12 | ATP Marseille        | Tapijt (i)    | David Adams        | Jean-Philippe Fleurian Rodolphe Gilbert | 6-1, 6-4          | details |
| 8.                                | 1995-04-09 | ATP Estoril          | Gravel        | Jevgeni Kafelnikov | Marc-Kevin Goellner Diego Nargiso       | 5-7, 7-5, 6-2     | details |
| 9.                                | 1995-07-30 | ATP Montréal         | Hardcourt     | Jevgeni Kafelnikov | Brian MacPhie Sandon Stolle             | 6-2, 6-2          | details |
| 10.                               | 1996-03-31 | ATP St. Petersburg   | Tapijt (i)    | Jevgeni Kafelnikov | Nicklas Kulti Peter Nyborg              | 6-3, 6-4          | details |
| 11.                               | 1996-04-14 | ATP Hong Kong        | Hardcourt     | Patrick Galbraith  | Kent Kinnear Dave Randall               | 6-3, 6-7, 7-6     | details |
| 12.                               | 1996-10-13 | ATP Peking           | Tapijt (i)    | Martin Damm        | Patrik Kühnen Gary Muller               | 6-4, 7-5          | details |
| 13.                               | 1996-11-10 | ATP Moskou           | Tapijt (i)    | Rick Leach         | Jiří Novák David Rikl                   | 4-6, 6-1, 6-2     | details |
| 14.                               | 1997-03-16 | ATP Kopenhagen       | Tapijt (i)    | Brett Steven       | Kenneth Carlsen Frederik Fetterlein     | 6-4, 6-2          | details |
| 15.                               | 1997-03-23 | ATP St. Petersburg   | Tapijt (i)    | Brett Steven       | David Prinosil Daniel Vacek             | 6-4, 6-3          | details |
| 16.                               | 1999-02-07 | ATP Marseille        | Hardcourt (i) | Maks Mirni         | David Adams Pavel Vízner                | 7-5, 7-6          | details |
| 17.                               | 1999-03-07 | ATP Kopenhagen       | Tapijt (i)    | Maks Mirni         | Marc-Kevin Goellner David Prinosil      | 6-7, 7-6, 6-1     | details |
| 18.                               | 1999-05-23 | ATP Sankt Pölten     | Gravel        | Andrew Florent     | Brent Haygarth Robbie Koenig            | 5-7, 6-4, 7-5     | details |
| 19.                               | 2002-02-03 | ATP Milaan           | Tapijt (i)    | Karsten Braasch    | Julien Boutter Maks Mirni               | 3-6, 7-6, [12-10] | details |
| 20.                               | 2002-04-14 | ATP Estoril          | Gravel        | Karsten Braasch    | Simon Aspelin Mark Kratzmann            | 6-3, 6-3          | details |
| verloren finales mannendubbelspel |            |                      |               |                    |                                         |                   |         |
| 1.                                | 1990-05-20 | ATP Umag             | Gravel        | Andrej Tsjerkasov  | Vojtech Flegl Daniel Vacek              | 4-6, 4-6          | details |
| 2.                                | 1991-03-10 | ATP Kopenhagen       | Tapijt (i)    | Mansour Bahrami    | Todd Woodbridge Mark Woodforde          | 3-6, 1-6          | details |
| 3.                                | 1992-04-19 | ATP Tampa            | Gravel        | Luiz Mattar        | Mike Briggs Trevor Kronemann            | 6-7, 7-6, 4-6     | details |
| 4.                                | 1992-06-06 | Roland Garros        | Gravel        | David Adams        | Jakob Hlasek Marc Rosset                | 6-7, 7-6, 5-7     | details |
| 5.                                | 1992-11-15 | ATP Moskou           | Tapijt (i)    | David Adams        | Marius Barnard John-Laffnie de Jager    | 4-6, 6-3, 6-7     | details |
| 6.                                | 1993-02-28 | ATP Rotterdam        | Tapijt (i)    | David Adams        | Henrik Holm Anders Järryd               | 4-6, 6-7          | details |
| 7.                                | 1993-06-13 | ATP Rosmalen         | Gras          | David Adams        | Patrick McEnroe Jonathan Stark          | 6-7, 6-1, 4-6     | details |
| 8.                                | 1993-09-19 | ATP Bordeaux         | Hardcourt (i) | David Adams        | Pablo Albano Javier Frana               | 6-7, 6-4, 3-6     | details |
| 9.                                | 1993-10-17 | ATP Bolzano          | Hardcourt     | David Adams        | Hendrik Jan Davids Piet Norval          | 3-6, 2-6          | details |
| 10.                               | 1994-04-03 | ATP Osaka            | Hardcourt     | David Adams        | Martin Damm Sandon Stolle               | 4-6, 4-6          | details |
| 11.                               | 1994-07-31 | ATP Hilversum        | Gravel        | David Adams        | Daniel Orsanic Jan Siemerink            | 4-6, 2-6          | details |
| 12.                               | 1994-10-23 | ATP Peking           | Tapijt (i)    | David Adams        | Tommy Ho Kent Kinnear                   | 6-7, 3-6          | details |
| 13.                               | 1994-11-13 | ATP Moskou           | Tapijt (i)    | David Adams        | Jacco Eltingh Paul Haarhuis             | walk-over         | details |
| 14.                               | 1995-01-08 | ATP Doha             | Hardcourt     | Jan Siemerink      | Stefan Edberg Magnus Larsson            | 6-7, 2-6          | details |
| 15.                               | 1995-05-14 | ATP Hamburg          | Gravel        | Byron Black        | Wayne Ferreira Jevgeni Kafelnikov       | 1-6, 6-7          | details |
| 16.                               | 1995-06-18 | ATP Rosmalen         | Gras          | Hendrik Jan Davids | Richard Krajicek Jan Siemerink          | 5-7, 3-6          | details |
| 17.                               | 1995-06-25 | ATP Halle            | Gras          | Jevgeni Kafelnikov | Jacco Eltingh Paul Haarhuis             | 2-6, 6-3, 3-6     | details |
| 18.                               | 1996-10-06 | ATP Singapore        | Tapijt (i)    | Martin Damm        | Mark Woodforde Todd Woodbridge          | 6-7, 6-7          | details |
| 19.                               | 1997-03-02 | ATP Milaan           | Tapijt (i)    | David Adams        | Pablo Albano Peter Nyborg               | 4-6, 6-7          | details |
| 20.                               | 2001-01-07 | ATP Doha             | Hardcourt     | Juan Balcells      | Mark Knowles Daniel Nestor              | 3-6, 1-6          | details |

## Resultaten grandslamtoernooien
| Legenda | Legenda                          |
| ------- | -------------------------------- |
| g.t.    | geen toernooi gehouden           |
| l.c.    | lagere categorie                 |
| –       | niet deelgenomen                 |
| G       | uitgeschakeld in de groepsfase   |
| 1R      | uitgeschakeld in de eerste ronde |
| 2R      | uitgeschakeld in de tweede ronde |
| 3R      | uitgeschakeld in de derde ronde  |
| 4R      | uitgeschakeld in de vierde ronde |
| KF      | uitgeschakeld in de kwartfinale  |
| HF      | uitgeschakeld in de halve finale |
| F       | de finale verloren               |
| W       | het toernooi gewonnen            |
| w-v     | winst/verlies-balans             |

### Enkelspel
| Toernooi        | 1987 | 1988 | 1989 | 1990 | 1991 | 1992 | 1993 | 1994 | 1995 | 1996 | 1997 |
| --------------- | ---- | ---- | ---- | ---- | ---- | ---- | ---- | ---- | ---- | ---- | ---- |
| Australian Open | –    | 1R   | –    | –    | –    | –    | 3R   | 1R   | 3R   | –    | 1R   |
| Roland Garros   | –    | –    | 1R   | –    | –    | –    | 1R   | 2R   | 1R   | 1R   | –    |
| Wimbledon       | 1R   | 4R   | –    | –    | 3R   | 4R   | 3R   | 2R   | 2R   | 2R   | –    |
| US Open         | –    | –    | 2R   | –    | 1R   | –    | 1R   | 2R   | 1R   | 2R   | –    |

### Mannendubbelspel
| Toernooi        | 1988 | 1989 | 1990 | 1991 | 1992 | 1993 | 1994 | 1995 | 1996 | 1997 | 1998 | 1999 | 2000 | 2001 | 2002 | 2003 | 2004 |
| --------------- | ---- | ---- | ---- | ---- | ---- | ---- | ---- | ---- | ---- | ---- | ---- | ---- | ---- | ---- | ---- | ---- | ---- |
| Australian Open | –    | –    | –    | –    | 1R   | 1R   | 3R   | 2R   | HF   | KF   | –    | 3R   | 2R   | –    | 1R   | –    | 2R   |
| Roland Garros   | –    | –    | –    | 1R   | F    | 2R   | HF   | KF   | 2R   | 2R   | 2R   | 2R   | –    | 2R   | 1R   | 2R   | –    |
| Wimbledon       | 2R   | –    | –    | 1R   | 1R   | 2R   | 1R   | KF   | 3R   | 2R   | 1R   | –    | 2R   | 2R   | 2R   | 1R   | –    |
| US Open         | –    | 1R   | –    | 1R   | 1R   | HF   | KF   | 2R   | 1R   | 3R   | 2R   | HF   | 1R   | 1R   | 2R   | 1R   | –    |